# Сен-Франсуа (Гваделупа)
Сен-Франсуа (фр. Saint-François) — город и коммуна на острове Гваделупа, заморском департаменте Франции.

## География
Коммуна Сен-Франсуа находится на крайнем востоке Гваделупы, на острове Гранд-Тер, на берегу Атлантического океана. Крупный центр туризма, с большим количеством современных отелей, спортивных площадок, пляжей и казино. Морской порт, осуществляющий регулярное сообщение с южной частью Гваделупы, островом Бас-Тер. Аэропорт.
В административном отношении коммуна входит в одноимённый кантон округа Пуант-а-Питр заморского департамента Гваделупа, региона Гваделупа.
Сен-Франсуа является также центром обширного сельскохозяйственного района, на территории которого уже с XVIII столетия выращивались тропические и субтропические культуры.

## Города-партнёры
- Уида, Бенин